# الرابطة الوطنية لكرة القدم 2003–04
الرابطة الوطنية لكرة القدم 2003–04 (بالإنجليزية: 2003–04 National Soccer League)‏ هو الموسم 28 من الرابطة الوطنية لكرة القدم. أقيم خلال الفترة 19 سبتمبر 2003 وحتى 4 أبريل 2004، وأشرف على تنظيمه اتحاد أستراليا لكرة القدم، وكان عدد الأندية المشاركة فيه 13، وفاز فيه نادي برث غلوري.